# Gortyna
Gortyna är ett släkte av fjärilar som beskrevs av Ferdinand Ochsenheimer 1816. Gortyna ingår i familjen nattflyn.

## Dottertaxa tillGortyna, i alfabetisk ordning[1][2]
- Gortyna aurantiaca
- Gortyna aureomaculata
- Gortyna basalipunctata
- Gortyna borelii
- Gortyna cinarea
- Gortyna fiorii
- Gortyna flavago, Kardborrfly
- Gortyna flavidior
- Gortyna flavoauratum
- Gortyna fortis
- Gortyna franciscae
- Gortyna galassii
- Gortyna gigantea
- Gortyna goossensi
- Gortyna ifranae
- Gortyna illunata
- Gortyna intermixta
- Gortyna joannisi
- Gortyna koreago
- Gortyna lappae
- Gortyna lecerfi
- Gortyna leucographa
- Gortyna lipthaii
- Gortyna lunata
- Gortyna moesiaca
- Gortyna obscura
- Gortyna ochracea
- Gortyna ochraceago
- Gortyna orientalis
- Gortyna perlucida
- Gortyna plumbea
- Gortyna puengeleri
- Gortyna reducta
- Gortyna rungsi
- Gortyna suffusa
- Gortyna turatii
- Gortyna umbra
- Gortyna umbrosa
- Gortyna uniformis
- Gortyna xanthenes